# Burl Ives
Burl Icle Ivanhoe Ives (14. června 1909 – 14. dubna 1995 Anacortes) byl americký folkový zpěvák a herec, držitel Oscara za nejlepší mužský herecký výkon ve vedlejší roli za film Velká země (1958).

## Život
Burl Ives se narodil v nezačleněném městě Hunt City v Jasper County v Illinois nedaleko Newtonu, Levi Ivesovi a Cordelii, rozené Whiteové. Měl šest sourozenců: Audry, Artie, Clarence, Argola, Lillburn a Normu.
V letech 1927 až 1929 navštěvoval Eastern Illinois State Teachers College, nyní Eastern Illinois University v Charlestonu ve státě Illinois.
Svou kariéru začal jako nezávislý zpěvák a kytarista a nakonec zahájil vlastní rozhlasový pořad The Wayfaring Stranger, který popularizoval tradiční lidové písně. V roce 1942 se objevil v muzikálu Irvinga Berlina This Is the Army a stal se hlavní hvězdou rozhlasové stanice CBS.
Koncem 40. a v 50. let byl také filmovým hercem. Mezi jeho filmové role byly například ve filmech So Dear to My Heart (1948) a Kočka na rozpálené plechové střeše (1958), dále role Rufuse Hannasseyho ve filmu Velká země (1958), za kterou získal Oscara za nejlepší vedlejší roli, a ve filmu Jeden den muže mimo zákon (1959). V 60. letech 20. století úspěšně přešel do country a nahrál hity jako „A Little Bitty Tear“ a „Funny Way of Laughin'“.
Byl dlouholetý kuřák dýmek a doutníků. V létě 1994 mu byla diagnostikována rakovina ústní dutiny. Po několika neúspěšných operacích se rozhodl léčbu ukončit. Upadl do kómatu a na následky nemoci zemřel 14. dubna 1995 ve svém domě v Anacortes ve státě Washington ve věku 85 let. Pohřben byl na hřbitově ve svém rodišti.

### Osobní život
Dne 6. prosince 1945 se oženil se scenáristkou Helen Peck Ehrlichovou. V roce 1949 se jim narodil syn Alexander. Pár se rozvedl v únoru 1971. O dva měsíce později se v Londýně oženil s Dorothy Koster Paulovou.

## Filmografie (výběr)
- So Dear to My Heart (1948)
- Kočka na rozpálené plechové střeše (1958)
- Velká země (1958)
- Jeden den muže mimo zákon (1959)
- Kořeny (1977)
- Dobrodružství Ewoků (1984)